# Jean-Baptiste Payer
Jean-Baptiste Payer, född den 3 februari 1818 i Asfeld (Ardennes), död den 5 september 1860 i Paris, var en fransk botanist. Auktorsnamnet Payer kan användas för Jean-Baptiste Payer i samband med ett vetenskapligt namn inom botaniken; se Wikipediaartiklar som länkar till auktorsnamnet.
Payer blev lärare i geologi och mineralogi i Rennes 1840, förflyttades till Paris 1841 som lärare i botanik och Mirbels ställföreträdare vid Sorbonne samt blev professor i växtorganografi 1852. Carl Lindman skriver i Nordisk familjebok: "P. var en klarsynt och fördomsfri iakttagare inom morfologien och en mästerlig framställare af sina resultat i teckningar". Sin förmåga att teckna har han i främsta rummet ådagalagt i de stora verken Botanique cryptogamique (1 105 bilder, 1850; ny upplaga 1868) och Traité d'organogénie végétale comparée de la fleur (151 tavlor, 1857).